# 105-я гвардейская смешанная авиационная дивизия
 105-я гвардейская сме́шанная авиацио́нная Борисовская Померанская дважды Краснознамённая, ордена Суворова диви́зия  — гвардейское авиационное соединение Вооружённых сил России в составе 6-й Ленинградской Краснознамённой армии ВКС Западного военного округа

## История организационного строительства

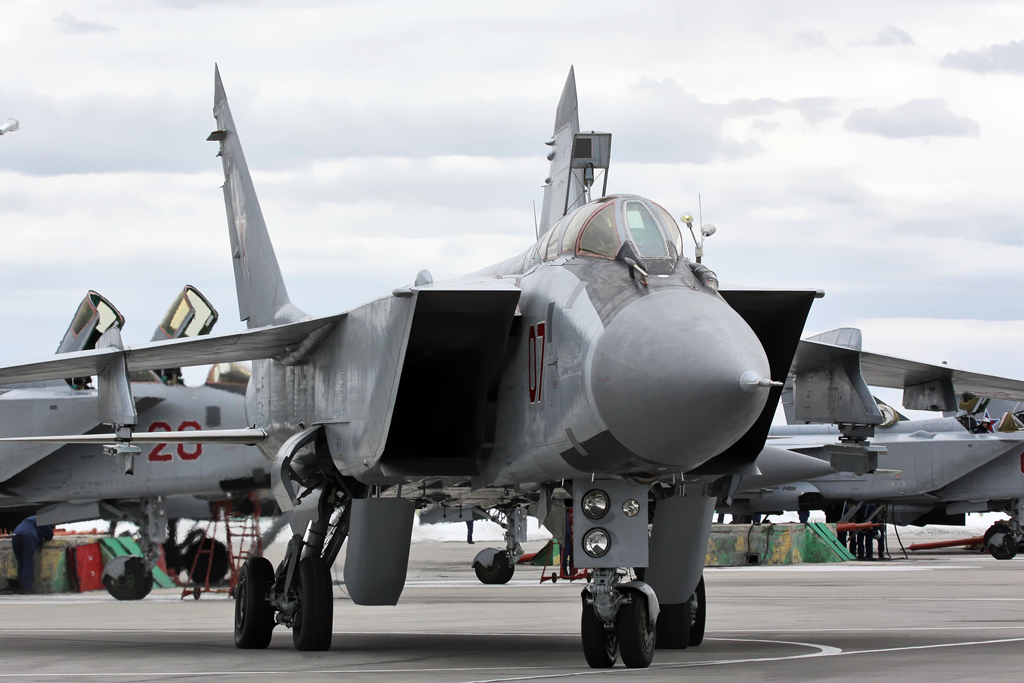
МиГ-31 790-го иап

В истории Военно-воздушных сил ВС Союза ССР, а по преемственности в России, 105-я авиационная дивизия была сформирована, а впоследствии переформировывалась несколько раз:
- 105-я истребительная авиационная дивизия ПВО (15.07.1950)[1];
- 105-я истребительная авиационная дивизия (01.10.1951)[1];
- 105-я истребительно-бомбардировочная авиационная дивизия (01.03.1960)[1];
- 105-я авиационная дивизия истребителей-бомбардировщиков (01.10.1976)[1];
- 105-я смешанная авиационная дивизия (10.08.1993)[1].

После реформирования ВВС России дивизия была переформирована а авиационную базу. Одновременно был расформирован 47-й отдельный гвардейский разведывательный Борисовский Померанский дважды Краснознамённый, ордена Суворова авиационный полк (ранее (1 мая 1998 года) полку были переданы награды расформированного 871-го истребительного авиационного Померанского Краснознамённого полка. Сформированная таким образом авиационная база получила наименование:
- 7000-я гвардейская авиационная Борисовская Померанская дважды Краснознамённая ордена Суворова база (2009);
- 105-я гвардейская смешанная авиационная Борисовская Померанская дважды Краснознамённая ордена Суворова дивизия (01.12.2013);
- Войсковая часть (Полевая почта) № 57655 (до 10.08.1993)[1].

## Командиры дивизии
| Звание        | Имя              | Период                | Примечание |
| ------------- | ---------------- | --------------------- | ---------- |
| Генерал-майор | Школенко Виталий | 01.12.2013-31.08.2017 |            |
| Полковник     | Прокофьев Сергей | 15.02.2018            |            |

## В составе соединений и объединений
| Дата       | Округ                  | Армия (Командование)                                     | Примечания |
| ---------- | ---------------------- | -------------------------------------------------------- | ---------- |
| 01.12.2013 | Западный военный округ | 1-е Ленинградское Краснознамённое командование ВВС и ПВО |            |
| 01.08.2015 | Западный военный округ | 6-я Ленинградская Краснознамённая армия ВВС и ПВО        |            |

## Состав дивизии

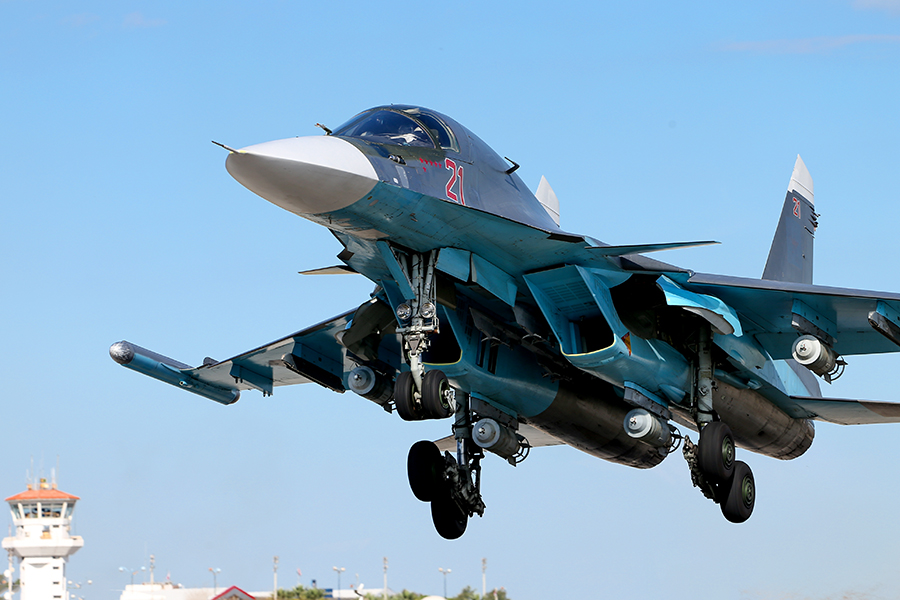
Су-34 из состава дивизии в Сирии

### По состоянию на декабрь 2013 года
Состав дивизии на момент формирования в декабре 2013 года:
- 14-й гвардейский истребительный авиационный Ленинградский Краснознамённый ордена Суворова полк имени А. А. Жданова (Курская область, Халино, МиГ-29);
- 159-й истребительный авиационный полк (Карелия, Бесовец, Су-27);
  - Дежурное звено 159-го гв. иап (аэродром Барановичи, Белоруссия), Су-27);
- 790-й истребительный авиационный ордена Кутузова полк (Тверская область, Хотилово, МиГ-31, Су-27);
- 47-й отдельный смешанный авиационный полк (Воронеж,Су-34).

### По состоянию на январь 2018 года
- 14-й гвардейский истребительный авиационный Ленинградский Краснознамённый ордена Суворова полк имени А. А. Жданова (Курская обл, Халино, МиГ-29СМТ, МиГ-29УБТ, Су-30);
- 159-й гвардейский истребительный авиационный полк[5] (Петрозаводск, Бесовец, Су-35С, Су-27С, Су-27П, Су-27СМ, Су-27УБ);
  - Дежурное звено 159-го иап ((аэродром Барановичи Белоруссия), Су-27);
- 790-й истребительный авиационный ордена Кутузова полк (Тверская обл, Хотилово, МиГ-31БМ, МиГ-31БСМ, Су-27С, Су-27СМ, Су-27П, Су-27УБ);
- 47-й гвардейский бомбардировочный авиационный полк[6] (аэр. Балтимор, Су-34).
- 899-й гвардейский штурмовой авиационный Оршанский дважды Краснознамённый ордена Суворова полк имени Ф. Э. Дзержинского (аэр. Бутурлиновка)

## Участие в операциях и битвах
- Военная операция России в Сирии (частью сил в составе Авиационной группы ВВС России в Сирии) — с 30 сентября 2015 года по н/в

В 2022 - 2023 годах подразделения дивизии участвуют в войне с Украиной. Подполковник Максим Криштоп, пилот 47 авиационного полка, бомбил Харьков свободнопадающими 500кг авиабомбами ФАБ-500. Был сбит и взят в плен. Осужден в Украине за совершение военных преступлений. В начале 2023 в ходе обмена пленными вернулся в Россию. По утверждению прокуратуры Украины, приказы на бомбардировки жилых кварталов Харькова отдавал командующий 6-й армией ВВС генерал Маковецкий.

## Отличившиеся воины дивизии
- Дьяченко Андрей Александрович, майор, заместитель командира авиационной эскадрильи 47-го смешанного авиационного полка 105-й гвардейской смешанной авиационной дивизии 6 армии ВВС и ПВО указом Президента РФ 17 марта 2016 года удостоен звания Герой Российской Федерации[12]
- Захаров Андрей Иванович, майор, штурман 47-го смешанного авиационного полка 105-й гвардейской смешанной авиационной дивизии 6-й армии ВВС и ПВО указом Президента РФ 17 марта 2016 года награждён орденом Мужества[12].

## Базирование
| Период                  | Аэродром | Вид аэродрома                 | Управление                                       |
| ----------------------- | -------- | ----------------------------- | ------------------------------------------------ |
| 10.08.1993 — 01.09.2009 | Воронеж  | Территория аэродрома Балтимор | 01.12.2013 — н. в. Воронеж, ул. Студенческая 36я |